# 科普特正教会圣马可主教座堂 (开罗)
科普特正教会圣马尔谷主教座堂位于埃及开罗的阿巴西亞区，是科普特正教会教宗驻地，1968年建成祝圣，用以存放同年由教宗保祿六世所歸還的聖馬可聖髑。
该堂得名于耶稣的门徒，亚历山大科普特正教会的会祖圣马尔谷，在救主聖誕主教座堂於2019年祝聖以前，其为非洲和中东最大的主教座堂 。

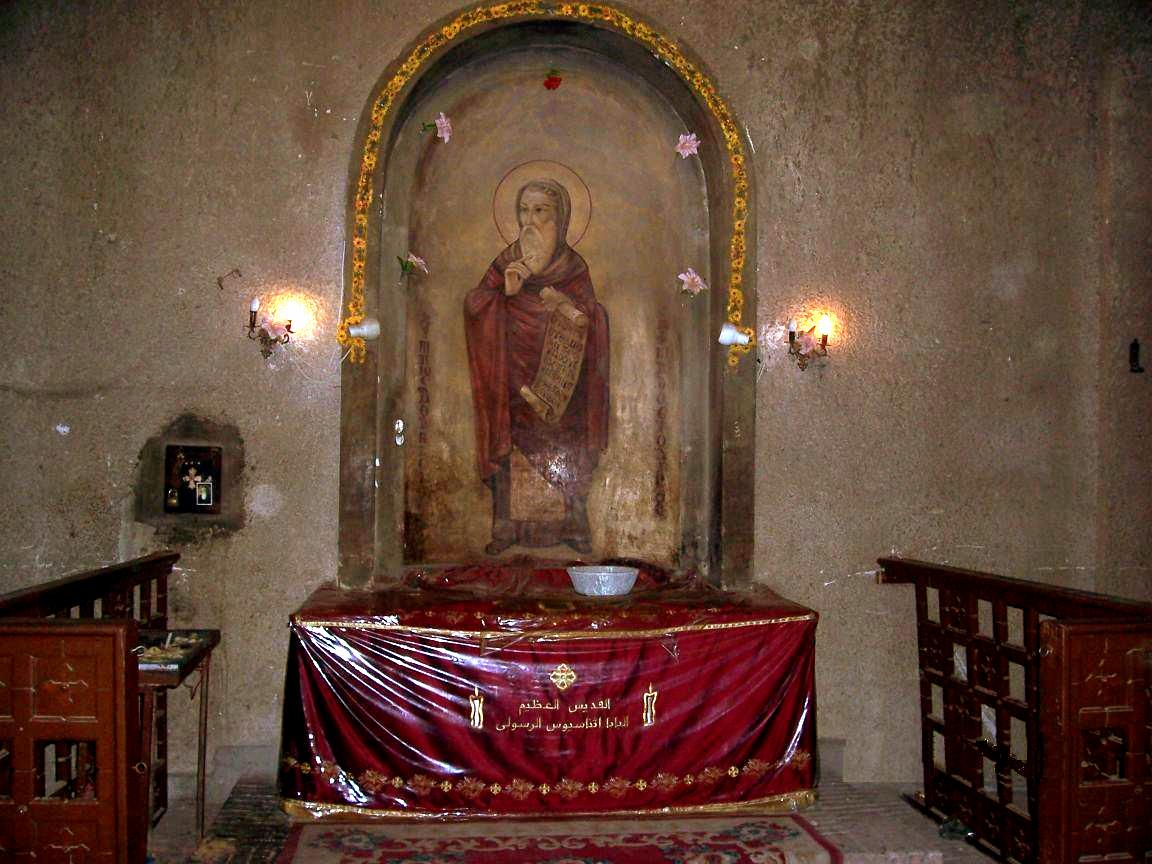
亚大纳削